# Heteranthoecia
Heteranthoecia là một chi thực vật có hoa trong họ Hòa thảo (Poaceae).

## Loài
Chi Heteranthoecia gồm các loài: